# Justice (hudební skupina)
Justice je název pro dvojici francouzských hudebníků Gasparda Augé a Xaviera de Rosnay. Je to nejúspěšnější skupina vydávající na labelu Ed Banger a zároveň držitelé mnoha ocenění (MTV Europe Music Awards – nejlepší video (2x), nejlepší francouzský umělec). Třikrát byli nominováni na Grammy, šestkrát na PLUG Music Awards.
Jejich debutové album vydané v roce 2007 nemá v názvu žádné slovo, nýbrž kříž (symbol †). Časopis Mixmag jej v červenci 2007 vyhlásil jako album měsíce, hudební portál Pitchfork mu přisoudil 15. místo v hitparádě 50 nejlepších alb roku 2007. Zároveň bylo nominováno na cenu Grammy v kategorii "Electronic/Dance".
Oblíbené jsou jejich remixy (např. "As Above, So Below" od Klaxons nebo "Lower State of Consciousness" od ZZT) a živé sety s obřím svítícím křížem na pódiu.
Nejznámějšími singly od Justice jsou „D.A.N.C.E.“ (nominace na Grammy v kategoriích nejlepší video a nejlepší taneční singl) a „DVNO“.

## Diskografie

### Studiová alba
- 2007 – †
- 2011 – Audio, Video, Disco
- 2016 – Woman
- 2024 – Hyperdrama

### Živá alba
- 2008 – A Cross The Universe
- 2013 – Access All Arenas

### EP
- 2003 – Never Be Alone
- 2004 – Never Be Alone (DJ Hell remix)
- 2005 – Waters of Nazareth
- 2006 – Waters of Nazareth (remix Erol Alkan, DJ Funk a Justice feat. Feadz)
- 2006 – We Are Your Friends (Justice vs. Simian)
- 2007 – Phantom
- 2007 – D.A.N.C.E.
- 2007 – D.A.N.C.E. (remix Jackson & His Computer Band, MSTRKRFT a Alan Braxe & Fred Falke)
- 2008 – DVNO
- 2008 – Planisphere
- 2011 – Civilization
- 2011 – Audio, Video, Disco
- 2012 – On'n'On